# 라데 셰르베지야
라데 셰르베지야(크로아티아어: Rade Šerbedžija, 크로아티아어 발음: [rǎːde ʃerbědʒija], 1946년 7월 27일~)는 크로아티아의 배우이다.

## 출연 작품
- 세인트
- 미션임파서블2
- 헤라클레스: 레전드 비긴즈 - 케이론 역